# Synoestropsis manicata
Synoestropsis manicata là một loài Trichoptera trong họ Hydropsychidae. Chúng phân bố ở vùng Tân nhiệt đới.